# Microtropis bivalvis
Microtropis bivalvis är en benvedsväxtart som först beskrevs av William Jack, och fick sitt nu gällande namn av Nathaniel Wallich. Microtropis bivalvis ingår i släktet Microtropis och familjen Celastraceae. Inga underarter finns listade.